# Promachus scotti
Promachus scotti là một loài ruồi trong họ Asilidae. Promachus scotti được Oldroyd miêu tả năm 1940. Loài này phân bố ở vùng nhiệt đới châu Phi.